# Liste des Z 7300
Cette page est une annexe de l'article « Z 7300 ».

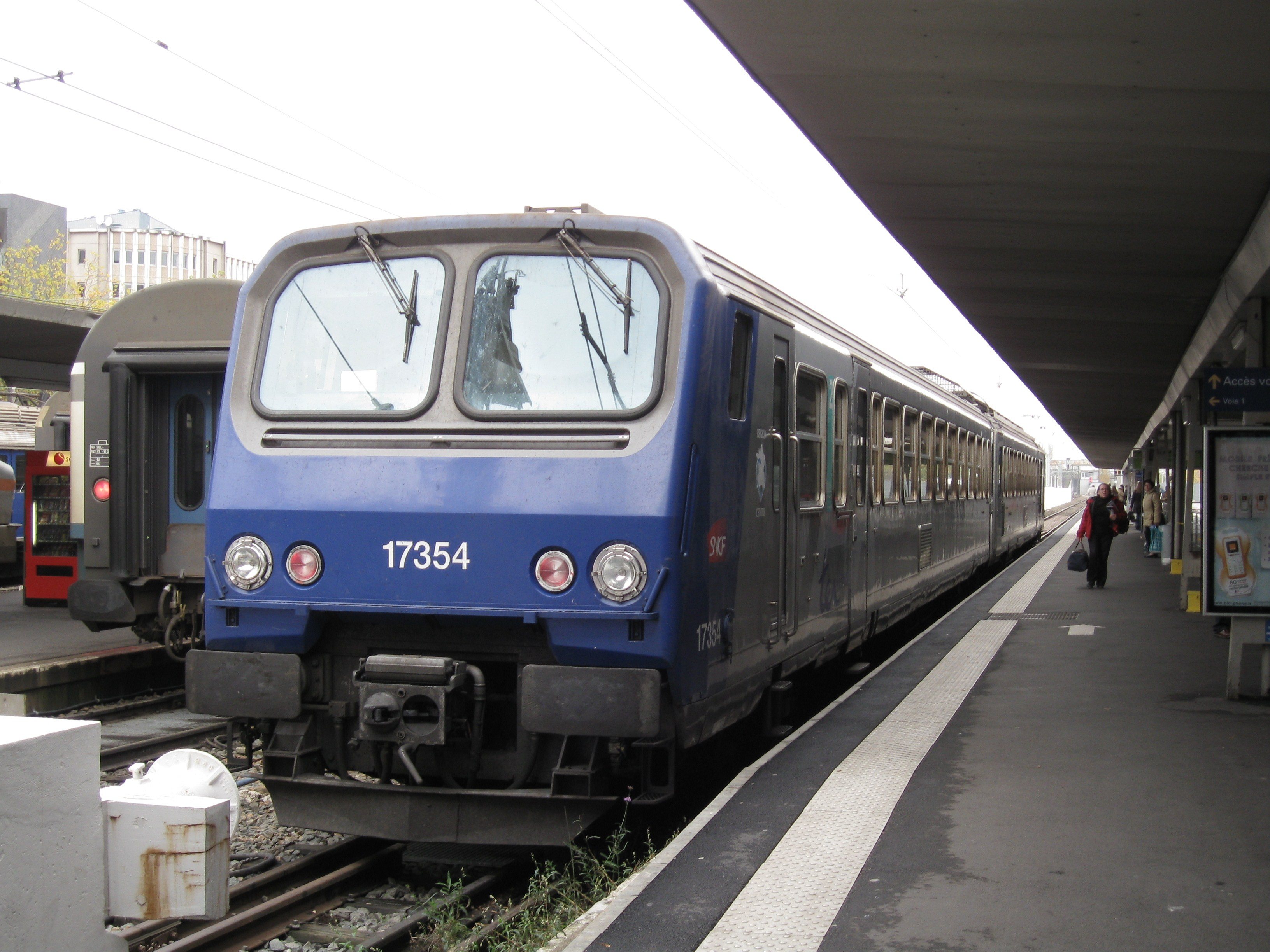
Z 7354 à Orléans.

Cette liste recense les éléments du parc de Z 7300, matériel roulant de la Société nationale des chemins de fer français (SNCF).

## État du matériel
Au 23 décembre 2023, l’ensemble de la série est réformé. 
| Engin           | Mise en service             | Radiation         | Livrées                  | STF | Baptême (date)                        | Région propriétaire |
| --------------- | --------------------------- | ----------------- | ------------------------ | --- | ------------------------------------- | ------------------- |
| Z 7301          | 1er juin 1980               | 15 décembre 2017  | TER                      |     |                                       |                     |
| Z 7302          | 21 juillet 1980             | 1er mars 2016     | TER                      |     |                                       |                     |
| Z 7303          | 2 septembre 1980            | 14 octobre 2016   | TER                      |     |                                       |                     |
| Z 7304          | 9 octobre 1980              | 30 juin 2014      | TER                      |     |                                       |                     |
| Z 7305          | 27 octobre 1980             | 10 décembre 2020  | TER                      |     |                                       |                     |
| Z 7306          | 27 décembre 1980            | 9 juin 2020       | TER                      |     |                                       |                     |
| Z 7307          | 12 janvier 1981             | 22 juillet 2020   | TER                      |     |                                       |                     |
| Z 7308          | 11 mars 1981                | 29 décembre 2011  | Bleu TER                 |     |                                       |                     |
| Z 7309          | 25 mars 1981                | 12 décembre 2014  | TER                      |     |                                       |                     |
| Z 7310          | 1er avril 1981              | 14 décembre 2020  | TER                      |     |                                       |                     |
| Z 7311          | 27 mai 1981                 | 15 décembre 2017  | TER                      |     |                                       |                     |
| Z 7312          | 11 mai 1981                 | 30 juin 2014      | TER                      |     |                                       |                     |
| Z 7313          | 7 mai 1981                  | 15 décembre 2017  | TER                      |     |                                       |                     |
| Z 7314          | 13 mai 1981                 | 9 novembre 2020   | TER                      |     | Soulac-sur-Mer (28 août 1981)         |                     |
| Z 7315          | 29 juin 1981                | 30 juin 2015      | TER                      |     |                                       |                     |
| Z 7316          | 30 juillet 1981             | 17 décembre 2013  | TER                      |     |                                       |                     |
| Z 7317          | 24 juillet 1981             | 23 décembre 2023  | TER                      |     |                                       |                     |
| Z 7318          | 24 juillet 1981             | 14 décembre 2011  | Bleu TER                 |     |                                       |                     |
| Z 7319          | 30 juillet 1981             | 2 décembre 2015   | TER                      |     |                                       |                     |
| Z 7320          | 5 août 1981                 | 12 décembre 2014  | TER                      |     |                                       |                     |
| Z 7321          | 21 octobre 1981             | 4 décembre 2019   | TER                      |     | Lesparre-Médoc (7 août 1982)          |                     |
| Z 7322          | 22 octobre 1981             | 17 janvier 2014   | TER                      |     |                                       |                     |
| Z 7323          | 24 octobre 1981             | 9 octobre 2015    | TER                      |     |                                       |                     |
| Z 7324          | 23 novembre 1981            | 14 décembre 2020  | TER                      |     |                                       |                     |
| Z 7325          | 4 décembre 1981             | 5 juillet 2016    | TER                      |     |                                       |                     |
| Z 7326          | 1er décembre 1981           | 5 juillet 2016    | TER                      |     |                                       |                     |
| Z 7327          | 15 décembre 1981            | 10 décembre 2020  | TER                      |     |                                       |                     |
| Z 7328          | 28 décembre 1981            | 12 décembre 2016  | TER                      |     |                                       |                     |
| Z 7329          | 30 décembre 1981            | 9 septembre 2016  | TER                      |     |                                       |                     |
| Z 7330          | 22 janvier 1982             | 14 décembre 2020  |                          |     |                                       |                     |
| Z 7331          | 22 janvier 1982             | 29 décembre 2011  | Rouge TER                |     |                                       |                     |
| Z 7332          | 13 février 1982             | 5 juillet 2016    | Rouge TER                |     |                                       |                     |
| Z 7333          | 12 mars 1982                | 28 juin 2021      | TER                      |     |                                       |                     |
| Z 7334          | 17 avril 1982               | 30 décembre 2016  | TER                      |     |                                       |                     |
| Z 7335          | 5 mai 1982                  | 30 décembre 2016  | TER                      |     |                                       |                     |
| Z 7336          | 19 octobre 1983             | 11 octobre 2017   | TER                      |     |                                       |                     |
| Z 7337          | 4 novembre 1983             | 2 décembre 2015   | TER                      |     |                                       |                     |
| Z 7338          | 8 novembre 1983             | 14 décembre 2011  | Rouge TER                |     |                                       |                     |
| Z 7339          | 12 décembre 1983            | 22 mai 2014       | TER                      |     | Pessac (23 novembre 1984)             |                     |
| Z 7340          | 19 décembre 1983            | 12 décembre 2019  | TER                      |     |                                       |                     |
| Z 7341          | 13 janvier 1984             | 15 décembre 2017  | TER                      |     |                                       |                     |
| Z 7342          | 1er janvier 1984            | 30 décembre 2016  | TER                      |     |                                       |                     |
| Z 7343 ZR 17364 | 14 février 1984             | 6 novembre 2020   | TER                      |     |                                       |                     |
| Z 7344          | 27 février 1984             | 13 mars 2017      | TER                      |     |                                       |                     |
| Z 7345          | 26 mars 1984                | 25 juillet 2017   | TER                      |     |                                       |                     |
| Z 7346          | 2 avril 1984                | 15 décembre 2017  | TER                      |     | Marmande (20 avril 1985)              |                     |
| Z 7347          | 27 avril 1984               | 11 octobre 2019   | TER                      |     |                                       |                     |
| Z 7348          | 1er mai 1984                | 31 octobre 2019   | TER                      |     |                                       |                     |
| Z 7349          | 2 août 1984                 | 31 octobre 2019   | TER                      |     |                                       |                     |
| Z 7350          | 27 juillet 1984             | 14 décembre 2020  | TER                      |     |                                       |                     |
| Z 7353          | 20 septembre 1983           | 17 octobre 2022   | TER                      |     |                                       |                     |
| Z 7354          | 17 octobre 1983             | 18 octobre 2019   | TER                      |     |                                       |                     |
| Z 7355          | 28 octobre 1983             | 11 octobre 2019   | TER                      |     |                                       |                     |
| Z 7356          | 25 novembre 1983            | 2 juin 2018       | TER                      |     |                                       |                     |
| Z 7357          | 12 décembre 1983            | 4 décembre 2019   | TER Languedoc-Roussillon |     |                                       |                     |
| Z 7358          | 24 décembre 1983            | 28 septembre 2018 | TER                      |     |                                       |                     |
| Z 7359          | 31 décembre 1983            | 17 octobre 2022   | TER                      |     |                                       |                     |
| Z 7360          | 3 février 1984              | 28 septembre 2018 | TER                      |     |                                       |                     |
| Z 7361          | 2 février 1984              | 11 octobre 2019   | TER                      |     |                                       |                     |
| Z 7362          | 21 février 1984             | 14 décembre 2020  | TER                      |     |                                       |                     |
| Z 7363          | 16 mars 1984                | 1er août 2018     | TER                      |     |                                       |                     |
| Z 7364 ZR 17343 | 14 mai 1984 14 février 1984 | 17 décembre 2015  | TER Languedoc-Roussillon |     |                                       |                     |
| Z 7365          | 3 avril 1984                | 4 décembre 2019   | TER Languedoc-Roussillon |     |                                       |                     |
| Z 7366          | 17 avril 1984               | 4 décembre 2019   | TER Languedoc-Roussillon |     |                                       |                     |
| Z 7367          | 19 mai 1984                 | 21 juillet 2021   | TER Languedoc-Roussillon |     |                                       |                     |
| Z 7368          | 30 mai 1984                 | 10 décembre 2020  | TER Languedoc-Roussillon |     |                                       |                     |
| Z 7369          | 12 juin 1984                | 4 décembre 2019   | TER Languedoc-Roussillon |     |                                       |                     |
| Z 7370          | 13 juillet 1984             | 4 décembre 2019   | TER Languedoc-Roussillon |     | Monteux (8 juin 1985)                 |                     |
| Z 7371          | 26 juillet 1984             | 23 décembre 2023  | TER Languedoc-Roussillon |     |                                       |                     |
| Z 7372          | 30 septembre 1984           | 8 décembre 2020   | TER Languedoc-Roussillon |     |                                       |                     |
| Z 7373          | 13 avril 1984               | 17 octobre 2022   | TER                      |     |                                       |                     |
| Z 97381         | 24 juillet 1983             | 4 décembre 2019   | TER                      |     | Conseil Régional Midi-Pyrénées        |                     |
| Z 97382         | 29 juin 1984                | 4 décembre 2019   | TER                      |     | Conseil Régional Midi-Pyrénées        |                     |
| Z 97383         | 28 septembre 1984           | 4 décembre 2019   | TER Languedoc-Roussillon |     | Conseil Régional Languedoc-Roussillon |                     |
| Z 97384         | 4 décembre 1984             | 4 décembre 2019   | TER Languedoc-Roussillon |     | Conseil Régional Languedoc-Roussillon |                     |

- Remarque : les Z 7351 et Z 7352 n'existent pas.
- Z 7337 : Accident avec un poids lourd au PN 60 à Toulenne le 22 octobre 2015[1].
- Z 7343 : Accident avec un poids lourd au PN 169 près de Montauban le 9 décembre 2014[2].
- Z 7364 : Accident par rattrapage entre cette rame et une rame TGV sur la portion de la ligne Pau/Orthez à hauteur de Denguin le 17 juillet 2014[3].
- Z 7369 : Accident avec un autocar au PN 25 à Millas (Pyrénées-Orientales), le 14 décembre 2017[4]
- La Z 7343 et la ZRx 17343 ont été radiées le 13 avril 2015. Seule la motrice Z 7343 fut remise en service le 10 décembre 2015 avec la remorque ZRx 17364[5].